# 百人会英才奖
百人会英才奖（Committee 100 Leadership Scholarship） 是由美国华人精英团体“百人会”（成员包括马友友、贝聿铭、李政道等）为“支持在中国培育学养俱佳、德才兼备的新时代精英，并加强与中国高等院校之间的联系”所设立的长期奖金项目，该奖评选标准注重思想力、领导力和创新力。该奖项自2005年开始颁发，目前仅针对中国大陆高校的研究生，每年颁发给12所学校的24名学生（后增加為14所学校28名学生）。自2010年开始，增加10名艺术类名额。其奖金为一万元人民币。

## 历届颁奖典礼
- 2008-2009年度：北京中国大饭店
- 2009-2010年度：南京[2]
- 2010-2011年度：北京清华大學[3]